# دنل لیوا
دنل لیوا (به انگلیسی: Danell Leyva) ژیمناست زادهٔ ۳۰ اکتبر ۱۹۹۱ میلادی اهل کشور ایالات متحده آمریکا است.